# بصبص
بَصْبَصْ (؟ -۷۸۵م) خواننده (خُنیاگر) و نوازندهٔ حجازی و از کنیزان دوره اول عباسی بود. نام او دقیقاً روشن نیست و بَصْبَصْ لقب اوست. در نواختن عود سرآمد بوده. او را بسیار زیبا و خوش‌آواز از اهالی مدینه توصیف کرده‌اند. بصبص از کنیزان فردی به نام یحیی بن نفیس بوده و گویند خلیفهٔ عباسی مهدی، بصبص را به ۱۷ هزار دینار از او خرید.